# Азербејџан на Светском првенству у атлетици у дворани 2008.
Азербејџан је учествовао на 12. Светском првенству у атлетици у дворани 2008. одржаном у Валенсији од 7. до 9. марта. Репрезентацију Азербејџана у његовом осмом учешћу на светским првенствима у дворани представљао је један атлетичар, који су се такмичили у трци на 69 метара.
Представник Азербејџана није освојио ниједну медаљу, нити је оборио неки рекорд.

## Учесници
Мушкарци:
- Рамил Гулијев — 60 м

## Резултати

### Мушкарци
| Атлетичар     | Дисциплина | Лични рекорд | Квалификација | Квалификација | Полуфинале           | Полуфинале           | Финале               | Финале       | Детаљи                                 |
| Атлетичар     | Дисциплина | Лични рекорд | Резултат      | Место         | Резултат             | Место                | Резултат             | Место        | Детаљи                                 |
| ------------- | ---------- | ------------ | ------------- | ------------- | -------------------- | -------------------- | -------------------- | ------------ | -------------------------------------- |
| Рамил Гулијев | 60 м       | 6,70         | 6,84          | 4. у гр. 6    | Није се квалификовао | Није се квалификовао | Није се квалификовао | 27 / 58 (62) | Архивирано на веб-сајту (20. јун 2019) |